# Paul Lynch (scrittore)
Paul Lynch (Limerick, 9 maggio 1977) è uno scrittore irlandese.

## Biografia
Nato a Limerick e cresciuto nella Contea di Donegal, prima di dedicarsi alla scrittura è stato critico cinematografico per il Sunday Times e il Sunday Tribune. Ha esordito nella narrativa nel 2013 con il romanzo Cielo rosso al mattino e in seguito ha pubblicato altri 4 romanzi. Nel 2023 è stato insignito del prestigioso Booker Prize per il romanzo Il canto del profeta.

## Opere

### Romanzi
- Cielo rosso al mattino (Red Sky in Morning, 2013), Roma, 66thand2nd, 2017 traduzione di Riccardo Michelucci ISBN 978-88-98970-88-9.
- Neve nera (The Black Snow, 2014), Roma, 66thand2nd, 2018 traduzione di Riccardo Michelucci ISBN 978-88-329-7041-8.
- Grace (2017), Roma, 66thand2nd, 2020 traduzione di Riccardo Duranti ISBN 978-88-329-7126-2.
- Oltremare (Beyond the Sea, 2019), Roma, 66thand2nd, 2022 traduzione di Riccardo Duranti ISBN 978-88-329-7245-0.
- Il canto del profeta (Prophet Song, 2023), Roma, 66thand2nd, 2024 traduzione di Riccardo Duranti. ISBN 978-8832973280.

## Premi e riconoscimenti

### Vincitore
Kerry Group Irish Fiction Award
- 2018 con Grace[5]

Booker Prize
- 2023 con Il canto del profeta[6]

Dayton Literary Peace Prize
- 2024 nella sezione "Narrativa" con Il canto del profeta[7]